# 美国橄榄球联合会
美国橄榄球联合会（American Football Conference，简称美联或）是美国最高级别的美式橄榄球职业联赛——全国橄榄球联盟的两个联合会之一。美联和与之对应的全国橄榄球联合会（国联）各包含分属4个分区的16支球队。1970年，美国橄榄球联盟（AFL）与全国橄榄球联盟（NFL）合并，旗下划分为两个新成立的联合会——美联和国联。原AFL的10支球队，外加克里夫兰布朗、匹茲堡鋼人和巴尔的摩小马3队，组成了美联最初的13队。经过多年以外的联盟扩张和分区调整，目前美联共有16支球队。
美联的卫冕冠军是堪萨斯城酋长队，他们在2023赛季的美联决赛中击败了巴尔的摩乌鸦队，第四次获得美联冠军。

## 球队
| 分区 | 球队               | 所在地                   | 主场             | 备注        |
| ---- | ------------------ | ------------------------ | ---------------- | ----------- |
| 東區 | 布法罗比尔         | 紐約州奧查德帕克         | 海馬克體育場     | [ 1 ]       |
| 東區 | 迈阿密海豚         | 佛羅里達州迈阿密加登斯   | 硬石體育場       | [ 2 ]       |
| 東區 | 新英格兰爱国者     | 麻薩諸塞州福克斯堡       | 吉列體育場       | [ 3 ]       |
| 東區 | 纽约喷气机         | 紐澤西州東盧瑟福         | 大都會人壽體育場 | [ 4 ]       |
| 北區 | 巴尔的摩乌鸦       | 馬里蘭州巴爾的摩         | M&T銀行體育場    | [ 5 ]       |
| 北區 | 辛辛那提猛虎       | 俄亥俄州辛辛那提         | Paycor體育場     | [ 6 ]       |
| 北區 | 克里夫兰布朗       | 俄亥俄州克里夫蘭         | 第一能源體育場   | [ 7 ] [ 8 ] |
| 北區 | 匹兹堡钢人         | 賓夕法尼亞州匹茲堡       | Acrisure体育场   | [ 9 ]       |
| 南區 | 休斯敦得州人       | 德克薩斯州休斯頓         | NRG體育場        | [ 10 ]      |
| 南區 | 印第安纳波利斯小马 | 印第安納州印第安納波利斯 | 魯卡斯石油體育場 | [ 11 ]      |
| 南區 | 杰克逊维尔美洲虎   | 佛羅里達州傑克遜維爾     | TIAA銀行體育場   | [ 12 ]      |
| 南區 | 田纳西泰坦         | 田納西州納什維爾         | 日產體育場       | [ 13 ]      |
| 西區 | 丹佛野马           | 科羅拉多州丹佛           | 里高Empower球場  | [ 14 ]      |
| 西區 | 堪萨斯城酋长       | 密蘇里州堪薩斯城         | 箭頭體育場       | [ 15 ]      |
| 西區 | 拉斯维加斯突袭者   | 內華達州拉斯維加斯       | 忠實體育場       | [ 16 ]      |
| 西區 | 洛杉矶闪电         | 加利福尼亞州英格爾伍德   | SoFi體育場       | [ 17 ]      |

## 成员变动
1970年成立之初的13支队伍为（加+为非原AFL球队）：
- 波士顿爱国者
- 布法罗比尔
- 休斯敦油工
- 迈阿密海豚
- 纽约喷气机

- 辛辛那提猛虎
- 堪薩斯城酋長
- 丹佛野马
- 圣迭戈闪电

- 奥克兰突袭者
- 克里夫兰布朗 +
- 匹茲堡鋼人 +
- 巴尔的摩小马 +

1976年，新建的西雅图海鹰和坦帕湾海盗分别划入NFC和AFC联会，一年后两队对换联会。
1995年，新建的杰克逊维尔美洲虎加入AFC。同年，克利夫兰布朗队因为计划搬迁至巴尔的摩导致争执，其老板带领原球员新建了巴尔的摩乌鸦，而原克利夫兰布朗则在1999年重建。
2002年分区调整时，西雅图海鹰重回NFC，新建的休斯敦德克萨斯人加入AFC。